# Zeeuwse Milieufederatie
De Zeeuwse Milieufederatie (ZMf) is een organisatie die zich inzet voor het milieu in de Nederlandse provincie Zeeland. Het is een van de twaalf Provinciale Milieufederaties. Ze is ontstaan in 1984 uit een fusie tussen de Vereniging Milieubescherming Zeeland en de stichting Zeeuws Coördinatieorgaan voor natuur-, landschap- en milieubescherming Zeeland. 
De ZMf werkt samen met 25 lidorganisaties om Zeeland leefbaar, schoon en duurzaam te houden. Dat doet zij op verschillende manieren. Zo treedt zij op in de rol van voorstander, belangenbehartiger en adviseur en zorgt zij ervoor dat nieuwe kansen en bedreigingen op de politieke en maatschappelijke agenda komen. De ZMf richt zich vooral op de belangrijke beslissers in openbaar bestuur en bedrijfsleven en wordt gevoed door betrokken burgers en lokale natuur-  en milieugroepen.

## Leden en lidorganisaties
De ZMf heeft zo'n 950 individuele leden en 24 aangesloten regionale en in de regio actieve landelijke natuur- en milieuorganisaties.
Er zijn allerlei manieren waarop mensen die geïnteresseerd zijn in natuur, milieu en landschap betrokken kunnen zijn bij de ZMf. Zo kan men individueel lid worden maar ook regionale en lokale natuur- en milieuorganisaties kunnen lid worden, bedrijven en instellingen kunnen vriend worden van de ZMf. Als lid ontvangt men driemaal per jaar het tijdschrift Wantij. Wantij schrijft over allerlei (Zeeuwse) ontwikkelingen op gebied van natuur, milieu en landschap.

## Samenwerking
Zowel landelijk als provinciaal werkt de ZMF samen met een aantal (zuster)organisaties.

### Samenwerking provinciaal
De ZMf is een koepelorganisatie en vertegenwoordiger voor 24 regionale natuur- en milieugroepen in Zeeland. Met al die groepen is er samenwerking en afstemming. De milieufederatie organiseert ook regelmatig thema-en regio-overleggen. Groepen en individuele leden worden tweemaal per jaar voor een ledenvergadering uitgenodigd om plannen en standpunten te bespreken. 
De ZMf heeft daarnaast een nauwe samenwerking met de drie grote terreinbeheerders: Het Zeeuwse Landschap, Natuurmonumenten en Staatsbosbeheer. Binnen het groene huis “het Ravelijn” in Goes trekt de ZMf samen op met het COS, IVN en Stichting Landschapsbeheer Zeeland.

### Samenwerking landelijk
Op verschillende terreinen werkt de ZMf samen met de milieufederaties uit de andere provincies en met de Stichting Natuur en Milieu (SNM). Met elkaar voeren we jaarlijks vele samenwerkingsprojecten uit op het gebied van groene ruimte, ruimte en leefomgeving, mobiliteit en product en bedrijf. Ook organisatie, communicatie en financiën zijn samenwerkingsonderwerpen.

## Doelstellingen
De ZMf werkt aan ecologische duurzaamheid: een rijke natuur, een schoon milieu en een mooi landschap. Als het ecologisch goed zit, bevordert dat welzijn, gezondheid en veiligheid van mensen. 
In de (Zeeuwse) praktijk gaat het vooral om: 
- behoud en versterking van de natuur, met name die van het Delta-landschap met zijn schorren, slikken en overgangen tussen land en water.
- het terugdringen van energieverbruik en het vergroten van het aandeel duurzame energie, en tegengaan van vervuiling van lucht, bodem en water en van stank- en geluidshinder. Anders gezegd: het stimuleren van milieuvriendelijke productie- en bedrijfsprocessen en duurzaam ondernemen.
- het verbeteren van de leefomgeving, zowel op het platteland als in de stad: die moet zowel schoon als aantrekkelijk zijn. Aanleg van wegen, bedrijfsterreinen en andere bebouwing alleen als het niet anders kan, en zo goed mogelijk ingepast in het landschap.
- het stimuleren van landbouw met zo weinig mogelijk vervuiling van milieu en landschap.
- integraal waterbeheer: aandacht voor waterkwaliteit, tegengaan van verdroging door waterbesparing en waterberging naast en in plaats van waterafvoer.
- intensief en zuinig gebruik van de Zeeuwse ruimte zodat ook in de toekomst de Delta groen blijft en het bebouwd gebied beter wordt benut.